# Alba de Yeltes
Alba de Yeltes é um município da Espanha na província de Salamanca, comunidade autónoma de Castela e Leão, de área 22,30 km² com população de 253 habitantes (2004) e densidade populacional de 11,35 hab/km².

## Demografia
| Variação demográfica do município entre 1991 e 2004 | Variação demográfica do município entre 1991 e 2004 | Variação demográfica do município entre 1991 e 2004 | Variação demográfica do município entre 1991 e 2004 |
| --------------------------------------------------- | --------------------------------------------------- | --------------------------------------------------- | --------------------------------------------------- |
| 1991                                                | 1996                                                | 2001                                                | 2004                                                |
| 321                                                 | 308                                                 | 258                                                 | 253                                                 |